# Kotlina Minusińska
Kotlina Minusińska, Kotlina Chakasko-Minusińska (ros. Минусинская котловина) – rozległe obniżenie w azjatyckiej części Rosji pomiędzy górskimi grzbietami Południowej Syberii: Kuźnieckim Ałatau na północy, Wschodnimi i Zachodnimi Sajanami na południu. Zajmuje pagórkowate, wyżynne tereny (wysokość 200–700 m n.p.m.), porozcinane krótkimi rzekami, zasilającymi Jenisiej. Bogate pokłady węgla kamiennego. Jej częścią jest Step Abakański.
Głównymi ośrodkami miejskimi są: Abakan i Minusińsk.
Dużą część kotliny zajmuje Rezerwat Chakaski, a w jej pobliżu znajduje się jedna z części Parku Narodowego „Szuszenskij bor”.